# Ateleute nigrocincta
Ateleute nigrocincta är en stekelart som först beskrevs av André Seyrig 1952.  Ateleute nigrocincta ingår i släktet Ateleute och familjen brokparasitsteklar. Inga underarter finns listade.